# فصل‌الخطاب فی تحریف کتاب رب‌الارباب

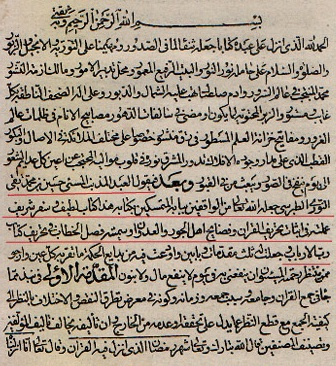
صفحة دوم کتاب

میرزا حسین نوری در سال ۱۲۹۲ ه‍.ق کتابی تحت عنوان فصل الخطاب فی تحریف کتاب رب الارباب نگاشته و در آن دلایلی در تحریف قرآن ارائه نمود. شمارگان این روایت‌هابیش از هزار است و تحریف آن را نه از جهت تغییر و زیاده بلکه فقط از جهت نقیصه خواسته‌است به اثبات برساند.
وی در دیباچه این کتاب می‌نویسد: «این کتابی است لطیف که در اثبات تحریف قرآن، و فضایح اهل جور و عدوان فراهم آورده‌ام، و آنرا فصل الخطاب فی تحریف کتاب رب الارباب نام نهادم، و بر سه سرآغاز و دو باب قرار دادم».
همین امر سبب اعتراضات گسترده‌ای در جهان اسلام شد و در ردّ آن کتب و مقالات بسیاری نوشته شد.
آقا بزرگ تهرانی از شاگردان وی می‌نویسد:
«استاد ما حاجی در اواخر عمر خویش می‌گفت: این‌جانب در نام گذاری کتابم اشتباه کردم و سزاوار بود نام آن را فصل الخطاب فی عدم تحریف الکتاب می‌گذاشتم چرا که در آن ثابت می‌کنم قرآن شریف موجود، با تمامی سوره‌ها و آیات و جملاتش وحی الهی است که هیچ گونه تغییر و تبدیل و زیاده و نقصان از هنگام جمع‌آوری آن به امروز در آن واقع نشده‌است.
و علیهذا نامیدن آن به این نامی که مردم آن را بر خلاف منظور و مراد من حمل می‌کنند، اشتباهی است در نامگذاری. ولیکن من در این کتاب نیاورده‌ام آنچه را که آن را بر او حمل می‌نمایند. بلکه مراد من، اسقاط بعضی وحی مُنْزَل الهی است؛ و اگر می‌خواهی تو نام آن را بگذار الْقَوْلُ الفَاصِلُ فِی إسْقَاطِ بَعْضِ الْوَحْیِ النَّازِلِ».

### سوره ولایت
محدث نوری سوره نورین را با نام سوره ولایت از کتاب دبستان مذاهب نقل کرده‌است.
وی دربارهٔ این سوره می‌نویسد: هیچ اثری از این سوره در کتابهای شیعه نیافتم جز آنچه از کتاب مثالب منسوب به ابن شهر آشوب حکایت شده که آنان تمام سوره ولایت را ساقط کردند، پس شاید این سوره بوده‌است:
«یاایها الذین آمنوا آمنوا بالنورین انزلناهما یتلوان علیکم آیاتی و یحذرانکم عذاب یوم عظیم ب ان الذین یوفون بعهداللّه ورسوله فی آیات لهم جنات النعیم. واصطفی من الملائکة والرسل و جعل من المومنین اولئک فی خلقه یفعل اللّه مایشاء قد خسر الذین کانوا عن آیاتی و حکمی معروضون. وان علیا من المتیقن. یا ایها الرسول قدانزلنا الیک آیات بینات فیها من یتوفاه مومنا ومن یتولیه من بعدک یظهرون. ولقد آتیناک بک الحکم کالذین من قبلک من المرسلین. وجعلنا لک منهم وصیا لعلهم یرجعون. ان علیا قانتا باللیل ساجدا یحذر الاخرة ویرجو ثواب ربه. قل هل یستوی الذین ظلموا وهم بعذابی یعلمون».
یعنی:
«ای کسانی که ایمان آورده‌اید، به دو نور ایمان بیاورید. آن دو را نازل کردیم که آیاتم را بر شما بخوانند و شما را از عذاب روزی بزرگ بر حذر دارند. آنان که به عهد خدا و پیامبرش وفا می‌کنند در آیاتی برایشان بهشتهای نعمت است و برگزید از فرشتگان و پیامبران و قرارداد از مومنان، آنان را در خلقش. خدا هرچه بخواهد می‌کند. زیان کردند آنها که از آیات و حکم من دور گردانده شدند. و علی از متقیان است ای پیامبر، ما به سوی تو آیاتی روشن نازل کردیم که در آن است، هرکس او را در حال ایمان دریابد و هرکس ولایت او را بپذیرد بعد از تو نمایان می‌شوند. و تو را به تو حکم دادیم، همانند کسانی که پیش از تو بودند از پیامبران. و قراردادیم برای تو از ایشان جانشینی شاید بازگردند. همانا علی در شب قنوت می‌گرفت، سجده می‌کرد از آخرت می‌ترسید و ثواب پروردگارش را امیدداشت. بگو آیا مساویند آنها که ظلم کردند درحالی که به عذاب من آگاهی دارند».

### آیه رجم
در کتاب فصل الخطاب به نقل از احادیثی آمده‌است که سوره احزاب از سوره بقره کوچکتر نبوده و آیه رجم (سنگسار) نیز در آن بوده و آن آیه چنین است:
«اذا زنی الشیخ والشیخة فارجموهمها البتة نکالا من الله والله عزیز حکیم».
یعنی: «هرگاه پیرمرد و پیرزن زناکردند حتماً آنها را سنگسار کنید، این عذاب و کیفری است از ناحیه خداوند و خداوند شکست ناپذیر و حکیم است».

### آیه وضو
از امام صادق دربارهٔ آیه «فاغسلوا وجوهکم وأیدیکم إلی المرافق» می‌پرسند. پاسخ می‌دهد تنزیلش چنین نیست؛ بلکه چنین است: «فاغسلوا وجوهکم وأیدیکم من المرافق». این روایت را شیخ حر عاملی نقل کرده و محدث نوری نیز در کتاب خود آورده‌است.

### آیه تبلیغ
در کتاب فصل الخطاب آیه تبلیغ به نقل از قرائت ابن مسعود این گونه است: «یا ایها الرسول بلغ ماانزل الیک من ربک، ان علیا مولی المومنین …»
یعنی: «ای پیامبر آنچه به تو نازل شده‌است را ابلاغ کن که علی مولای مؤمنان است …».

### آیه کرسی
در کتاب فصل الخطاب آیةالکرسی را به نقل از ثقةالاسلام کلینی این گونه بیان می‌کند: «... له مافی السموات والارض و ما بینهما و ما تحت الثری عالم الغیب والشهادة الرّحمن الرحیم من ذی الذی یشفع عنده الاّ بإذنه…»
همین آیه در مفاتیح الجنان در حاشیه باقیات الصالحات، در اعمال روز جمعه، ص ۳۶، انتشارات اسوه، جلد دوم نیز اینچنین آمده‌است:
علامه مجلسی فرموده که به روایت علی بن ابراهیم و کلینی، آیه الکرسی علی التنزیل چنین است: «الله لا إله إلا هو الحی القیوم لا تأخذه سنة ولا نوم له ما فی السماوات و ما فی الأرض و ما بینهما و ما تحت الثری عالم الغیب والشهادة الرحمن الرحیم من ذا الذی … هم فیها خالدون»

### نقدهایی بر کتاب فصل الخطاب
کتابهایی که در رد کتاب فصل الخطاب نوشته‌اند عبارتند از:
- کشف الارتیاب فی عدم تحریف کتاب رب الارباب، تألیف محمود بن ابی القاسم مشهور به معرب تهرانی، درگذشت سال ۱۳۱۳هـ ق، تاریخ چاپ کتاب ۱۳۰۳ هـ ق
- حفظ الکتاب الشریف عن شبهة القول بالتحریف، تألیف هبة الدین سید محمد حسین شهرستانی درگذشت سال ۱۳۱۵ هـ ق
- تنزیه التنزیل، تألیف علی رضا حکیم خسروانی، تاریخ چاپ کتاب ۱۳۷۱ هـ ق
- الحجة علی فصل الخطاب فی ابطال القول بتحریف الکتاب، تألیف عبدالرحمن محمدی هیدجی، تاریخ چاپ کتاب ۱۳۷۲ هـ ق
- البرهان علی عدم تحریف القران، تألیف مرحوم میرزا مهدی بروجردی، تاریخ چاپ کتاب ۱۳۷۴ هـ ق
- آلاء الرحیم فی الرد علی تحریف القران، تألیف میرزا عبدالرحیم مدرس خیابانی، تاریخ چاپ کتاب ۱۳۸۱ هـ ق
- صیانة القران عن التحریف، تألیف محمد هادی معرفت، تاریخ چاپ کتاب ۱۴۱۶ هـ ق
- القران الکریم فی روایات المدرستین، تألیف سید مرتضی عسکری، تاریخ چاپ کتاب ۱۴۲۰ هـ ق
- اکذوبة تحریف القران بین الشیعة والسنة، تألیف رسول جعفریان، تاریخ چاپ کتاب ۱۴۱۳ هـ ق
- آلاء الرحمن فی تفسیر القران، تألیف شیخ جواد بلاغی،
- البیان فی تفسیر القرآن، تألیف سید ابوالقاسم خویی
- تهذیب الاصول، درس خارج اصول سید روح‌الله خمینی در مبحث حجیت ظواهر کتاب
- افسانه تحریف قرآن، رسول جعفریان